# Ventura County
Ventura County je okres ve státě Kalifornie v USA. K 1. dubnu roku 2020 zde žilo 843 843 obyvatel. Správním městem okresu je Ventura.

## Administrativní členění
Okres se skládá z 23 sídel kalifornské metropolitní oblasti Oxnard–Thousand Oaks–Ventura. Nejlidnatějším městem je Oxnard a největší území zaujímá městská aglomerace Thousand Oaks.

## Geografie

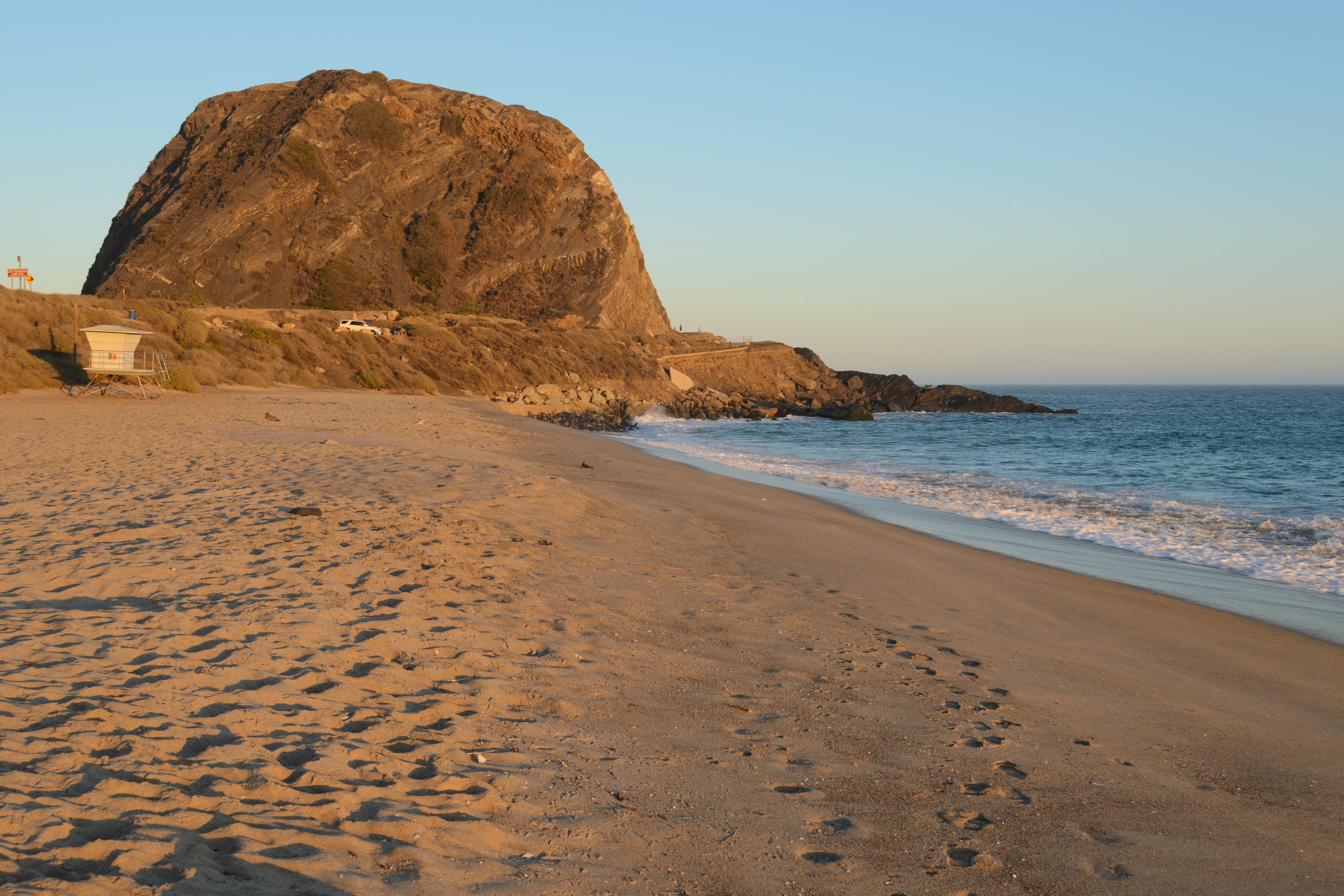
Skála v Point Mugu

Celková rozloha okresu činí 5 719,2 km² až k pobřeží Tichého oceánu na jihozápadě. Z toho 940 kilometrů čtverečních (16,43 procent z celkové plochy) je voda. K území patří ostrov Anacapa z národního parku Normanské ostrovy a ostrov San Nicolas. Sever je poměrně hornatý, zalesněný a většinou neobydlený, zatímco jih je hustě obydlený. Nejvyššími horami jsou Mount Pinos (2697 metrů nad mořem), Frazier Mountain (2444 m n. m.) a Reyes Peak (2294 m n. m.), všechny v Transverse Ranges.
V okrese jsou dvě desítky státních parků a přírodních rezervací.

## Historie

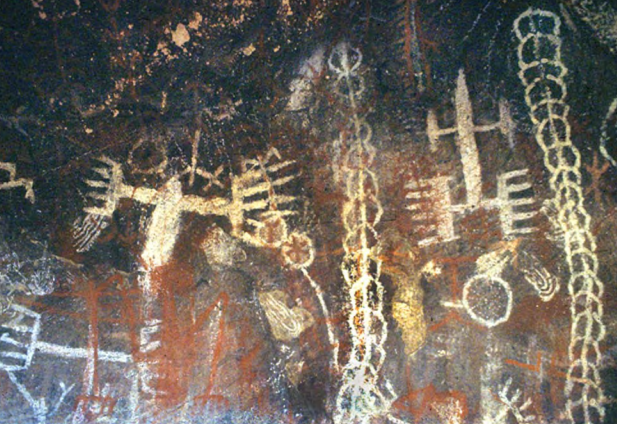
Pravěké piktogramy, namalované na stěně jeskyně Burro Flats

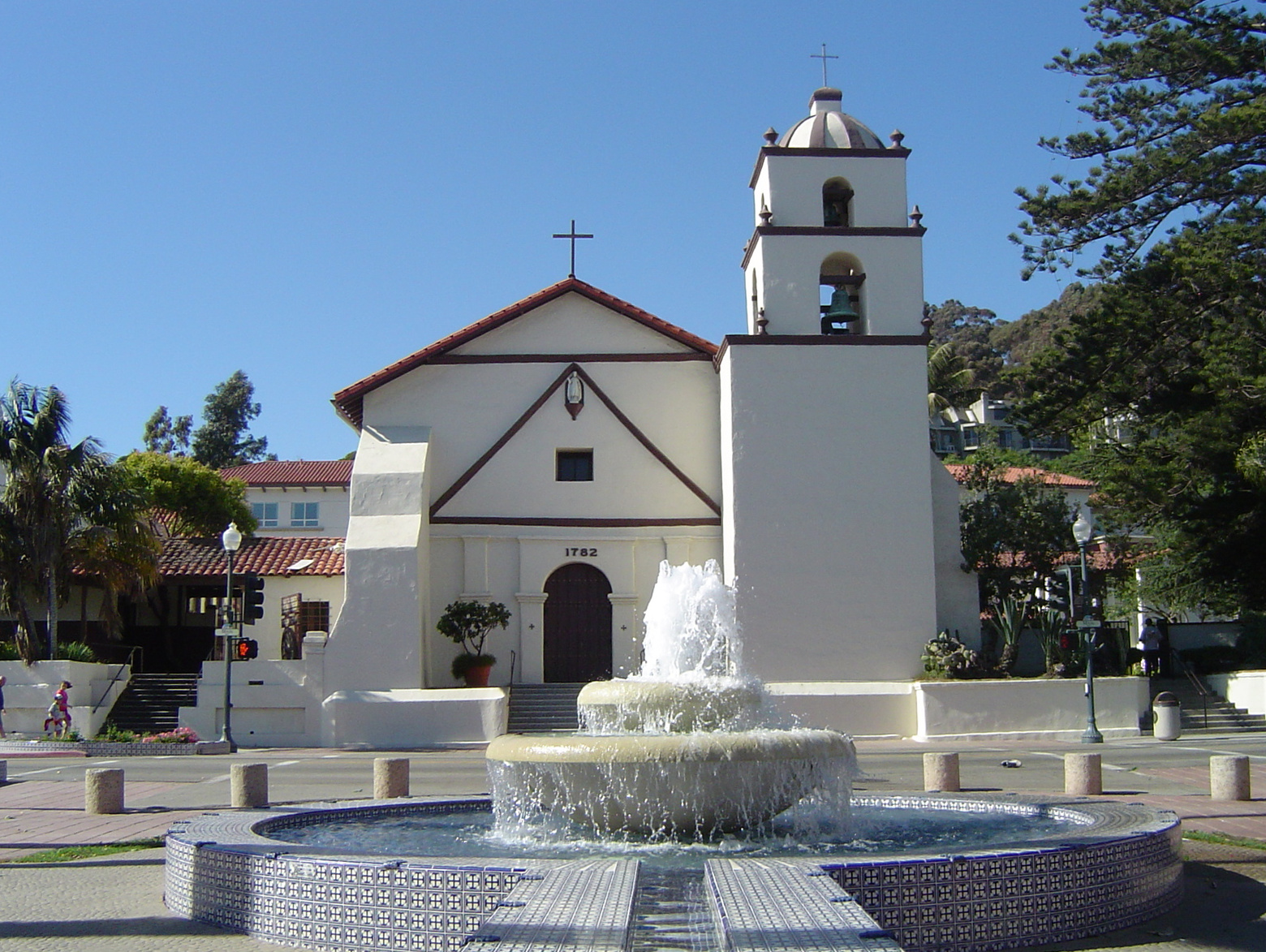
Misijní stanice s kostelem španělských františkánů San Buenaventura z roku 1782

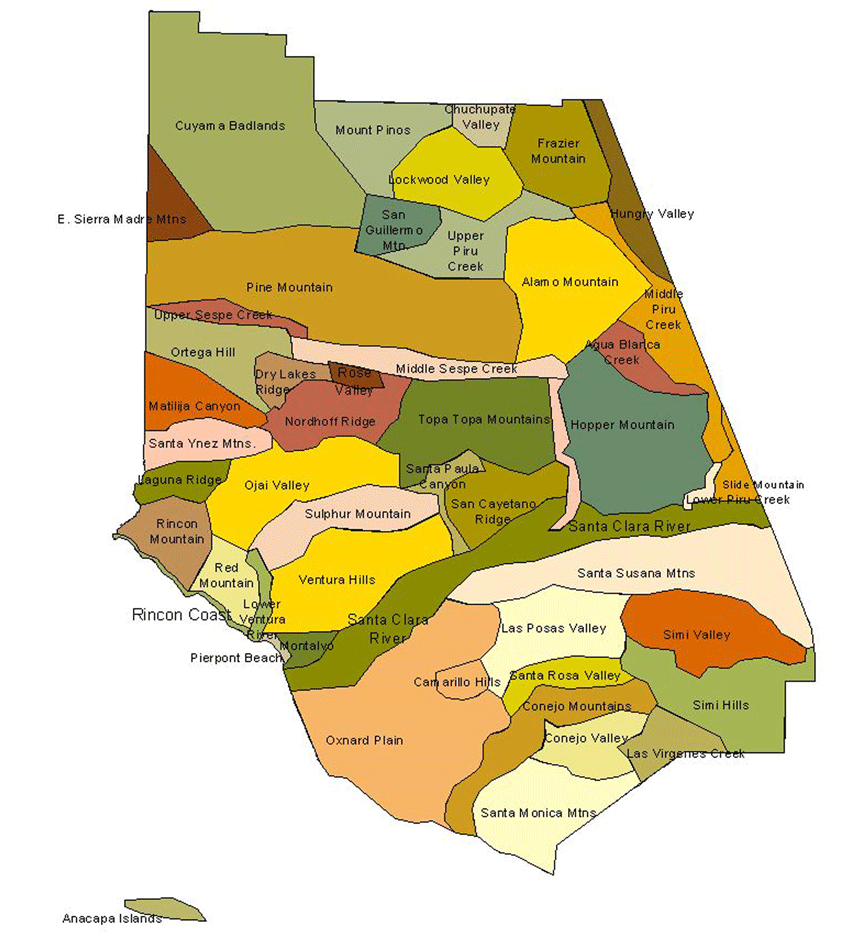
Mapa Ventura County

Území okresu bylo obydleno od pravěku, před 10 až 12 tisíci lety je osídlili Indiáni kmene Čumašů (Chumash), po nichž se kromě místních názvů (například Ojai, Mugu nebo Sespe) dochovaly jeskynní malby piktogramů.
První evropští mořeplavci do této oblasti připluli v říjnu 1542. Byli to Španělé pod vedením Juana Rodrígueze Cabrilla a vylodili se v zátoce poblíž Point Mugu, pozdějšího hrabství Ventura.
Španělská kolonizace Kalifornie začala v roce 1769, vojenskou výpravu vedl Gaspar de Portola a její kněz–misionář Juan Crespí si do deníku zapsal, že je to „dobré místo, kterému nic nechybí“. Misijní stanici pojmenovanou San Buenaventura zde roku 1782 založil františkán Junípero Serra, od roku 1891 bylo sídlo přejmenováno na Ventura. Od 90. let 18. století začal španělský guvernér Kalifornie přidělovat pozemky španělským Kaliforňanům, často bývalým vojákům. Ranče byly využívány především jako farmy pro dobytek.
V roce 1822 guvernér Kalifornie, armáda v Monterey a kněží přísahali věrnost Mexiku. Ve třicátých letech 19. století se misijní stanice San Buenaventura dostala do úpadku, klesla produktivita rančů. Roku 1836 byla správa misie sekularizována.
Mexicko-americká válka do okresu dospěla v roce 1847. Kapitán kalifornského praporu John C. Frémont našel v San Buenaventuře jen Indiány, Evropané uprchli. Cahuengskou smlouvou s mexickým generálem Andrésem Picem z roku 1848 byla Kalifornie připojena ke Spojeným státům, v roce 1849 přijala ústavu a byla rozdělena na 27 okresů. Ventura County tehdy byla jižní částí Santa Barbara County.
Roku 1861 byla otevřena první pošta Spojených států. Sucho v 60. letech 19. století vedlo k rušení rančů a skupování jejich pozemků východními kapitalisty na základě příznivých zpráv o nalezištích ropy. 1. ledna 1873 byl okres Ventura County úředně oddělen od okresu Santa Barbara, postaveny budovy soudu, banky a přístav. Roku 1887 dospěla do města Ventura výstavba jižní pacifické železniční dráhy.

## Současnost
V červenci 2007 archeologové na staveništi objevili příbytky z roku 1800 a postupně odkryli mnjožství artefaktů po Indiánech i španělských a mexických kolonistech.
V prosinci 2017 byla část okresu zasažena ničivým lesním požárem, který byl pojmenován Thomas.

## Sousední okresy
| Růžice kompasu |                      | Kern County        |                    | Růžice kompasu |
| Růžice kompasu | Santa Barbara County | Sever              | Los Angeles County | Růžice kompasu |
| Růžice kompasu | Santa Barbara County | Ventura County     | Los Angeles County | Růžice kompasu |
| Růžice kompasu | Santa Barbara County | Jih                | Los Angeles County | Růžice kompasu |
| Růžice kompasu |                      | Los Angeles County |                    | Růžice kompasu |